# Duszeti (gmina)
Gmina Duszeti (gruz. დუშეთის მუნიციპალიტეტი) – jednostka administracyjna należąca do Mccheta-Mtianetii w Gruzji. Siedzibą gminy jest miasto Duszeti. 

## Położenie
Gmina położona jest w północnej i centralnej części Mccheta-Mtianetii, a jednocześnie w centralnej części Gruzji. 

## Ludność
Na podstawie danych statystycznych z 2024 roku gminę Duszeti zamieszkiwało 26 900 osób. 